# 마이클 포터
마이클 유진 포터(Michael Eugene Porter, 1947년 5월 23일 ~ )는 경영학과 경제학을 주로 연구하는 미국의 학자이며, 모니터 그룹(The Monitor Group)의 설립자이기도 하다. 현재 하버드 비즈니스 스쿨의 비숍 윌리엄 로렌스 대학교 교수로 재직 중이다. 기업 경영 전략과 국가 경쟁력 연구의 최고 권위자인 마이클 포터의 연구는 전 세계 유수의 정부 기관과 기업, 비영리단체, 그리고 학계에서 널리 인용되고 있다. 또한 하버드 비즈니스 스쿨에서 거대 기업의 신규 CEO를 위한 프로그램을 담당하고 있다.

## 학력
- 1969년 - 이학 학사, 프린스턴 대학교 항공 기계 공학 우등 졸업, Phi Beta Kappa, Tau Beta Pi
- 1971년 - 경영학 석사(M.B.A.), 하버드 비즈니스 스쿨, 우등 졸업
- 1973년 - 비즈니스 경제학 박사, 하버드 대학교

프린스턴에서의 학부 시절, 포터는 대학 아마 골프계에서 뛰어난 활약을 펼쳤다.

## 경력
마이클 포터는 18권의 책과 수많은 저서들을 남겼는데 여기에는 '경쟁 전략', '경쟁 우위', '국가 경쟁우위', '경쟁에 관하여'와 같은 걸작들도 포함된다. 한 해, 하버드 비즈니스 리뷰 최고의 저술에 주어지는 맥킨지 어워드를 여섯 번이나 수상한 포터 교수는 현재 경영과 경제 분야에서 가장 많이 인용되는 영향력 있는 저술가이다.
마이클 포터의 핵심 분야는 경쟁과 기업 전략이다. 현대 경영 전략 분야의 창시자로 인정받는 그의 사상은 사실상 세계 모든 경영 대학원에서 핵심적인 교과목으로 다루고 있다. 그의 아이디어와 작업들은 또한 경쟁력과 경제 성장, 도시 내(內) 공동체의 경제적 추락, 환경 정책, 그리고 기업의 사회적 책임 등에 대한 정의를 다시 내리게 했다.
최근, 포터는 미국과 다른 국가들에서 점점 심각해지고 있는 건강 보험의 문제를 이해하고 해결하는데 상당한 관심을 기울이고 있다. 그의 책, Redifining Health Care(Elizabeth Teisberg 저)는 건강 보험 시스템을 보험회사, 보험 플랜, 고용주, 정부, 그리고 다른 이해 관계자들을 위한 구체적 제안을 제시함으로써 건강 보험 시스템이 제공하려고 하는 가치의 구조를 발전적으로 변화시키기 위한 전략적 프레임을 제시하고 있다. 이 책을 통해 포터는 2007 American College of Healthcare Executives가 선정하는 James A. Hamilton상을 수상했다. 그가 New England Journal of Medicine에 기고한 연구 논문인, "가치-기반 시스템을 향한 건강 보험 개혁안을 위한 전략" (2009년 6월)는 미국 내 건겅 보험 개혁안의 청사진을 그려냈다. 건강 보험 분야에서의 그의 연구는 개발 도상국에서 제공하는 건강 보험의 현재적 문제로까지 그 영역을 확장하고 있는데 이는 김용 박사와 하버드 의학 대학원, 그리고 하버드 공중 보건 대학원와의 공동 연구를 통해 이뤄졌다.
그는 연구와 저술, 교육을 넘어 정부와 기업, 그리고 사회 운동 섹터의 컨설팅까지 영역을 넓혔다. 최근 그는 'The Big Idea: Creating Shared Value'라는 논문에서 기업이 사회와 공유된 가치를 창출할 수 있도록 기업 본연의 책무를 재정립해 현재의 위기를 극복할 것을 주장하였다. 포터는 기존의 자유주의 기업철학이나 사회적 책임 논의들, 양쪽 모두가 가지고 있는 기업과 사회의 이분법적 갈등 관계에 대해 문제점을 지적하며 경제 영역과 사회 영역의 경계를 허물어 새로운 비즈니스 영역을 개쳑해야 한다고 주장한다.
그는 캐터필러, 프록터 앤 갬블(P&G), Scotts Miracle-Gro, 로얄 더치 셸, 그리고 타이완 반도체와 같은 여러 세계적인 기업의 전략 어드바이저로 활동해왔다. 포터 교수는 두 개의 공공 기관(Thermo Fisher Scientific, Parametric Technology Corporation)의 이사직을 역임했으며, 미국의 행정 수뇌부와 국회에의 미국 경제 정책 결정 과정에서 중요한 역할을 맡고 있다. 또한 세계 여러 국가의 전략적 경제 정책 프로그램을 이끌고 있으며, 현재는 르완다와 대한민국의 대통령 특별 고문역을 수행중이다.
마이클 포터는 미국에서 세 개의 주요 비영리기구를 조직했다:
1. 1994년 Initiative for a Competitive Inner City ICIC - 도시 내 낙후된 지역의 경제 발전을 도모함
2. The Center for Effective Philanthropy - 사회 자선 사업의 효율성을 측정하는 현실적인 수단을 개발
3. FSG-Social Impact Advisors - NGO와 기업, 그리고 사회적 가치를 창출해내는 재단들을 위한 비영리 전략 회사

그는 또한 현재 프린스턴 대학의 감사회에서 일하고 있다.
2000년, 마이클 포터는 하버드 교직원에게 수여될 수 있는 최고의 영예인 Harvard University Professor에 임명되었다.
그는 컨설팅 업체인 모니터 그룹의 공동 창립자이다.
학문적으로, 그는 주로 어떻게 회사나 지역이 경쟁 우위를 바탕으로 경쟁 전략을 만들어내는지에 초점을 맞추고 있다. 그는 또한 전략 경영 협회의 상임 위원이기도 하다. 포터의 가장 뛰어난 업적 중 하나는 기업에 대한 경쟁세력을 모형으로 단순화한 5 세력 모형이다. 포터의 전략 체계는 다음과 같은 주요 개념들을 포함한다:
- Porter's Five Forces Analysis
- 전략 집단
- 가치 사슬
- 비용 관리의 일반 전략과 제품 차별화, 그리고 집중
- 다양성, 수요, 그리고 접근성 기반 마켓 포지셔닝 전략
- 국제 전략
- 국지적 경제 성장을 위한 포터 클러스터
- 다이아몬드 모형
- 산업환경분석 틀

## 저술

### 경쟁 전략
- 마이클 E. 포터 (1979). "How Competitive Forces Shape Strategy." '하버드 비즈니스 리뷰', 1979년 3월/4월.
- 마이클 E. 포터 (1980). "Competitive Strategy." 프리 프레스, 뉴욕, 1980년.
- 마이클 E. 포터 (1985). "Competitive Advantage." 프리 프레스, 뉴욕, 1985년.
- 마이클 E. 포터 (ed.). (1986) "Competition in Global Industries." 하버드 비즈니스 스쿨 프레스, 보스턴, 1986년.
- 마이클 E. 포터 (1987). "From Competitive Advantage to Corporate Strategy." '하버드 비즈니스 리뷰', 1987년 5월/6월, pp 43–59.
- 마이클 E. 포터 (1996). "What is Strategy." '하버드 비즈니스 리뷰', 1996년 11월/12월.
- 마이클 E. 포터 (1998). "On Competition." 보스턴: 하버드 비즈니스 스쿨, 1998.
- 마이클 E. 포터 (1990, 1998). "The Competitive Advantage of Nations." 프리 프레스, 뉴욕, 1990.
- 마이클 E. 포터 (1991). "Towards a Dynamic Theory of Strategy." '스트러티직 매니지먼트 저널', 12 (동계 특별 발행), pp. 95–117.[1]
- 애니타 M. 맥개헌 & 마이클 E. 포터 (1997). "How Much Does Industry Matter, Really?." '스트러티직 매니지먼트 저널', 18 (하계 특별 발행), pp. 15–30.[2]
- 마이클 E. 포터 (2001). "Strategy and the Internet." '하버드 비즈니스 리뷰', 2001년 3월, pp. 62–78.
- 마이클 E. 포터 & M. R. 크래머 (2006). "Strategy and Society: The Link Between Competitive Advantage and Corporate Social Responsibility." '하버드 비즈니스 리뷰', 2006년 12월, pp. 78–92.
- 마이클 E. 포터 (2008). "The Five Competitive Forces That Shape Strategy." '하버드 비즈니스 리뷰', 2008년 1월, pp. 79–93.
- 마이클 E. 포터 & M.R. 크래머 (2011). "Creating Shared Value." '하버드 비즈니스 리뷰', 2011년 1월/2월, Vol. 89 Issue 1/2, pp 62–77.
- 마이클 E. 포터 & 제임스 E. 헤플만 (2014). "How Smart, Connected Products are Transforming Competition." '하버드 비즈니스 리뷰', 2014년 11월, pp 65–88.
- 마이클 E. 포터 & 제임스 E. 헤플만 (2015). "How Smart, Connected Products are Transforming Companies." '하버드 비즈니스 리뷰', 2015년 10월, pp 97—114.
- 마이클 E. 포터 & 제임스 E. 헤플만 (2017). "Why Every Organization Needs an Augmented Reality Strategy." '하버드 비즈니스 리뷰', 2017년 11월, pp 46—62.

### 미국 정치 경쟁력
- K.M. 겔 & 마이클 E. 포터 (2017). "Why Competition in the Politics Industry is Failing America." '하버드 비즈니스 스쿨', 2017년 9월.

### 국내 보건
- 마이클 E. 포터 & 엘리자베스 O. 테스버그 (2006). "Redefining Health Care: Creating Value-Based Competition On Results." 하버드 비즈니스 스쿨 프레스, 2006년.

- 도널드 M. 버윅, 새친 H. 재인, 마이클 E. 포터. "Clinical Registries: The Opportunity For The Nation." 헬스 어페어 블로그, 2011년 5월.

### 세계 보건
- 새친 H. 재인, R. 웨인트라웁, 조셉 래티건, 마이클 E. 포터, JY 킴. "Delivering Global Health." '스투던트 브리티시 메디컬 저널' 2008년; 16:27.
- JY 킴, 조셉 래티건, 새친 H. 재인, R. 웨인트라웁, 마이클 E. 포터. "From a declaration of values to the creation of value in global health: a report from Harvard University's Global Health Delivery Project." '글로벌 퍼블릭 헬스'. 2010년 3월; 5(2):181-8.
- 조셉 래티건. 새친 H. 재인, 조이아 S. 무커지, 마이클 E. 포터. "Applying the Care Delivery Value Chain: HIV/AIDS Care in Resource Poor Settings." '하버드 비즈니스 스쿨 워킹 페이퍼', No. 09-093, 2009년 2월.

## 같이 보기
- 피터 드러커
- 헤르만 지몬
- 공유가치창출(CSV)
- 기업의 사회적 책임(CSR)
- 사회 양극화
- 사회적 기업
  - 협동조합(co-op)
- 경제민주주의(경제민주화)
- 민주자본주의

## 참고
1. ↑  http://onlinelibrary.wiley.com/doi/10.1002/smj.4250121008/abstract
2. ↑  http://onlinelibrary.wiley.com/doi/10.1002/(SICI)1097-0266(199707)18:1%2B%3C15::AID-SMJ916%3E3.0.CO;2-1/abstract